# Баскудук (Мунайлинський район)
Баскуду́к (каз. Басқұдық) — село у складі Мунайлинського району Мангистауської області Казахстану. Адміністративний центр та єдиний населений пункт Баскудуцького сільського округу.
Село було утворено 2007 року на базі частин села Мангистау — дачних масивів Граніт та Металург, виробничого кооперативу Маржан-21 століття.
Населення — 31534 особи (2021; 14215 у 2009).